# エリスラ
エリスラ（Elisra, Elisra Group）は、イスラエル、ホロンに本拠を置くハイテク電子機器製造企業。主に軍事用電子機器を中心に製造開発を行っている。主要製品は電子通信機器、監視機器、ミサイルの制御や追跡システム、レーダー、ライダーなど。
エリスラは、エリスラ・エレクトロニック・システムズ（Elisra Electronic Systems）、タディラン・エレクトロニックシステムズ リミテッド（Tadiran Electronic Systems Ltd.）、タディラン・スペクトラリンク リミテッド（Tadiran Spectralink Ltd.）の3社によって構成されている。

## 社史
アメリカ海軍士官としてアメリカ海軍調査研究所に勤務し、レーダー開発を行っていたレオン・リーブマン（Leon Riebman）と、退官後ペンシルベニア大学で研究員をしていた時の同僚と共同で1950年に興した電子企業である「アメリカン・エレクトロニクス・ラボラトリーズ・インダストリーズ インコーポレイテッド（American Electronics Laboratories（AEL）Industries Inc.）」の子会社として1966年「To ISRAEL（אלישרא）」として設立され、1983年に社名をエリスラへと変更している。
その後エリスラは、タディランに買収されており、軍事用と並行し民間向け電話通信、ケーブルテレビ、データ通信用機器の開発を行っている。80年代後半にタディランは事業の再編を行っており、民間通信部門は「タディラン・テレコム」と「タディラン・テレコミュニュケーション（その後ECI・テレコムと合併）」として分社化されている。
2005年、エルビット・システムズはエリスラの株式70%を購入しており、残りの30%はイスラエル・エアロスペース・インダストリーズ（IAI）が保有していた。その後、IAIが保有していた株式の全てをエルビット社が取得したことにより、完全子会社となる
。
エリスラ・エレクトロニック・システムズはイスラエル国防軍で運用されている数種類の航空機や車両に対し、ミサイル警報装置、ジャミング装置、赤外線検出装置を提供している。
タディラン・エレクトロニックシステムズは、1982年のレバノン内戦「ガリラヤの平和作戦」で使用された無人航空機マスティフの開発と製造を行っている。